# Omo 2
Omo 2 è il fossile di un cranio di un ominide della specie Homo sapiens scoperto a Omo Kibish in Etiopia nel 1967 da un team condotto da Richard Leakey.

## Descrizione
Gli studi sui resti postcraniali di Omo 2 indicano una morfologia umana complessivamente moderna con alcune caratteristiche primitive, comunque riferite ad un esemplare più antico rispetto Omo 1. I fossili sono stati trovati in uno strato di tufo, nello strato geologico denominato Member I, con una capacità cranica di circa 1435 cc..